# Michel Gonneville
Michel Gonneville, né à Montréal, le 31 juillet 1950, est un compositeur et professeur québécois.

## Biographie
Étudiant à l'École Vincent-d'Indy, il s'inscrivit également au CMM (1969) où ses maîtres furent Françoise Aubut, Gaston Arel, Irving Heller et Gilles Tremblay. B.Mus. (Sherbrooke) 1972, premier prix d'analyse (CMM) 1974, premier prix de composition (CMM) 1975. 
Durant l'été 1974, grâce à une bourse du Conseil des Arts du Canada, il participa aux séminaires de Stockhausen, Kagel et Xenakis à Darmstadt. Deux autres bourses du CAC et du ministère de l'Éducation du Québec lui facilitèrent un séjour d'études en Europe (1975-78) qui lui permit de suivre à Cologne les cours de composition de Stockhausen et de travailler au studio de musique électronique de la Musikhochschule avec Hans Ulrich Humpert. À Liège, il devint l'élève et l'assistant d'Henri Pousseur. Durant l'été 1976, il participa à une expérience de composition collective au studio de composition de Rolf Gelhaar.
Depuis son retour à Montréal en 1978, Gonneville a été professeur au Conservatoire de Rimouski, au CMM et à l'Université d'Ottawa. Il enseigne à l'Université de Montréal (1985) où il a entrepris des études de doctorat en 1983 avec Serge Garant, puis avec Marcelle Deschênes. Il a également fait de l'animation de concerts pour la SMCQ, les Événements du Neuf et le Nouvel ensemble moderne. En 1987, il a été invité à participer au Canadian Music Festival and Conference tenu à l'Université de San Diego. 
Il est professeur de composition et chef de section au Conservatoire de Musique de Montréal, depuis 1997.

## Œuvres
Parmi ses pièces récentes, mentionnons Chute/Parachute pour piano et bande magnétique, œuvre recommandée en 1992 par la Tribune internationale des compositeurs et diffùsée dans 27 pays; Approches pour 24 instruments en hommage à Serge Garant créé pour le 25e anniversaire de la Société de musique contemporaine du Québec, Alonetogetherall pour Arraymusic de Toronto, et Il divino Claudiorfeo nel cielo pour la société de musique ancienne Les Idées Heureuses. La Fondation Émile-Nelligan lui décernait en 1994 le Prix Serge-Garant pour souligner la valeur de l'ensemble de son œuvre. Il a egalement composé Le Sommeil, le Regard, le Choix pour le guitariste Michael Laucke, qui l'a enregistré à Radio-Canada le 14 janvier 1983.

## Esthétique
Pour Gonneville, la recherche esthétique passe par la recherche sur les moyens de transmettre le Beau, sur le langage, la technique. Ses efforts en ce sens s'inscrivent dans les chemins ouverts par les plus récentes œuvres et théories de Stockhausen et de Pousseur. Sur ces chemins, les conquêtes de la musique la plus nouvelle dialoguent avec des notions anciennes (et fondamentales) comme la mélodie, la consonance, les rythmes pulsés, la répétition… Chacune de ses œuvres renouvelle une partie de son bagage technique : formes quasi-monodiques (Rôles, qui obtint un prix au Concours national des jeunes compositeurs de la SRC en 1975, Le Sommeil, le regard, le choix) ou superpositions contrapuntiques complexes (Baustelle, S'entendre comme bois et métal). Gonneville est compositeur agréé du Centre de musique canadienne et membre de la Ligue canadienne des compositeurs (LCComp).